# Aeroport de Chimoio
L'aeroport de Chimoio (codi IATA: VPY, codi OACI: FQCH) és un aeroport que serveix Chimoio, a la província de Manica a Moçambic.

## Aerolínies i destinacions
| Aerolínies                    | Destinacions  |
| ----------------------------- | ------------- |
| LAM Línies Aèries de Moçambic | Beira, Maputo |